# Kisrécse, Zala
Kisrécse  este un sat în districtul Nagykanizsa, județul Zala, Ungaria, având o populație de 189 de locuitori (2011). 

## Demografie
Componența etnică a satului Kisrécse
     Maghiari (89,6%)
     Romi (8,67%)
     Germani (1,73%)
Componența confesională a satului Kisrécse
     Romano-catolici (57,14%)
     Fără religie (14,81%)
     Necunoscută (28,04%)
Conform recensământului din 2011, satul Kisrécse avea 189 de locuitori. Din punct de vedere etnic, majoritatea locuitorilor (89,6%) erau maghiari, existând și minorități de romi (8,67%) și germani (1,73%).  Din punct de vedere confesional, majoritatea locuitorilor (57,14%) erau romano-catolici, cu o minoritate de persoane fără religie (14,81%). Pentru 28,04% din locuitori nu este cunoscută apartenența confesională.